# Komizm

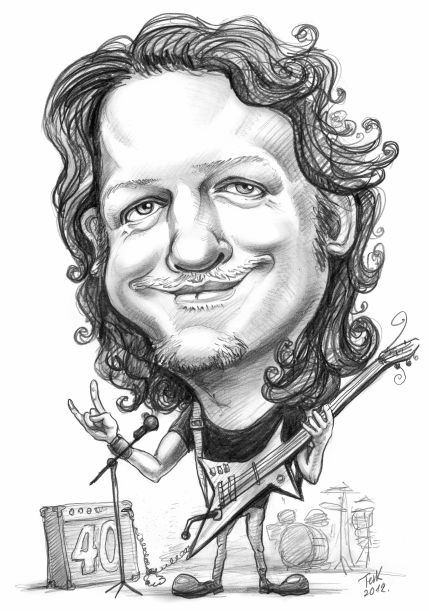
Komizm

Komizm (gr.) – kategoria estetyczna, określająca właściwości zjawisk zdolnych wywołać śmiech oraz okoliczności, w jakich dochodzi do powstania tej reakcji. Istnieje wiele poglądów w kwestii źródeł efektu komicznego, na ogół przyjmuje się, że jego istota polega na ujawnianiu zaskakującej sprzeczności, kontrastu, będących wynikiem przedstawienia osób, sytuacji odbiegających od oczekiwań odbiorcy. 
Według Arthura Schopenhauera, komizm wywołany jest przez inkongruencję (niezgodność) pojęcia przedmiotu znajdującego się w świadomości ludzkiego podmiotu, a samym przedmiotem, przy czym przedmiot doświadcza w tym procesie degradacji, natomiast podmiot odczuwa wyższość wobec tego, co komiczne. W teorii Bergsona komizm rodzi się ze sprzeczności między odczuwaną przez podmiot żywą zmiennością egzystencji, a tym, co mechaniczne, martwe i sztywne w ludzkim zachowaniu i myśleniu oraz funkcjonowaniu świata.
Wyróżnia się dwie podstawowe formy komizmu:
1. elementarny, wywołujący radość, komizm sytuacyjny, np. komizm farsy;
2. złożony, odwołujący się do refleksji, ważny jako instrument krytyki wobec wartości i autorytetów (np. satyra, humor, ironia, groteska).

Na usługach komizmu występują w literaturze i sztuce różne środki ekspresji i chwyty językowo-stylistyczne, m.in.: karykatura, parodia, trawestacja, dowcip; bogatym ich zespołem operuje zwłaszcza komedia.
Odmiany (rodzaje) komizmu: 
- Sytuacyjny – polega na bawieniu widza spiętrzeniem niefortunnych i niezwykłych wypadków, wymuszających na bohaterze zachowanie śmieszne i komiczne.
- Postaci (inaczej charakterologiczny) – polega on na umiejętnym dobieraniu typów bohaterów w taki sposób, aby uwypukleniu uległy pewne cechy charakteru, jak na przykład głupota czy też chciwość. Widza bawi już sama kreacja bohatera bądź też przygody związane z charakterem danej osoby.
- Słowny (inaczej komizm językowy) – na widza oddziałuje przede wszystkim żart, dowcip, jaki pada ze sceny. Są to często zabawne dialogi bohaterów czy też żartobliwe powiedzonka.